# سرو ناویا، شیلی
سرو ناویا، شیلی (به اسپانیایی: Cerro Navia) یک سکونتگاه مسکونی در شیلی است که در Santiago Province واقع شده‌است.

## خصوصیات
سرو ناویا ۱۱٫۱ کیلومترمربع مساحت و ۱۴۸٬۳۱۲ نفر جمعیت دارد.